# Satoshi Otomo
Satoshi Otomo, född 1 oktober 1981, är en filippinsk fotbollsspelare som spelar för Davao Aguilas FC.
Satoshi Otomo spelade 1 landskamp för det filippinska landslaget.